# Arzachel (álbum)
Arzachel es el primer álbum debut y único álbum de estudio del grupo de rock británico Uriel editado en 1969.

## Lista de canciones
Todas compuestas por Arzachel excepto donde se indica.
| Lado A |                                                          |                     |          |  |
| N.º    | Título                                                   | Vocalista principal | Duración |  |
| 1.     | «Garden Of Earthly Delights»                             |                     |          |  |
| 2.     | «Azathoth»                                               |                     |          |  |
| 3.     | «Soul Thing (Queen Street Gang Theme)» (Keith Mansfield) |                     |          |  |
| 4.     | «Leg»                                                    |                     |          |  |

| Lado B |                      |                     |          |  |
| N.º    | Título               | Vocalista principal | Duración |  |
| 5.     | «Clean Innocent Fun» |                     |          |  |
| 6.     | «Metempsychosis»     |                     |          |  |

## Personal
- Steve Hillage "Simeon Sasparella" - guitarra, vocal
- Mont Campbell "Njerogi Gategaka" - bajo eléctrico, vocal de apoyo
- Dave Stewart "Sam Lee-Uff" - órgano
- Cllive Brooks "Basil Dowling" - batería